# Reisseronia flavociliella
Reisseronia flavociliella is een vlinder uit de familie zakjesdragers (Psychidae). De wetenschappelijke naam van deze soort is voor het eerst geldig gepubliceerd in 1864 door Mann.
De soort komt voor in Europa.